# 施瓦布豪森 (哥达县)
施瓦布豪森（德語：Schwabhausen）是德国图林根州的市镇，隶属于哥达县。总面积为9.36平方千米，截至2023年12月31日总人口为765人。